# Arpheuilles (Indre)
Arpheuilles is een gemeente in het Franse departement Indre (regio Centre-Val de Loire) en telt 253 inwoners (1999). De plaats maakt deel uit van het arrondissement Châteauroux.

## Geografie
De oppervlakte van Arpheuilles bedraagt 22,8 km², de bevolkingsdichtheid is 11,1 inwoners per km².

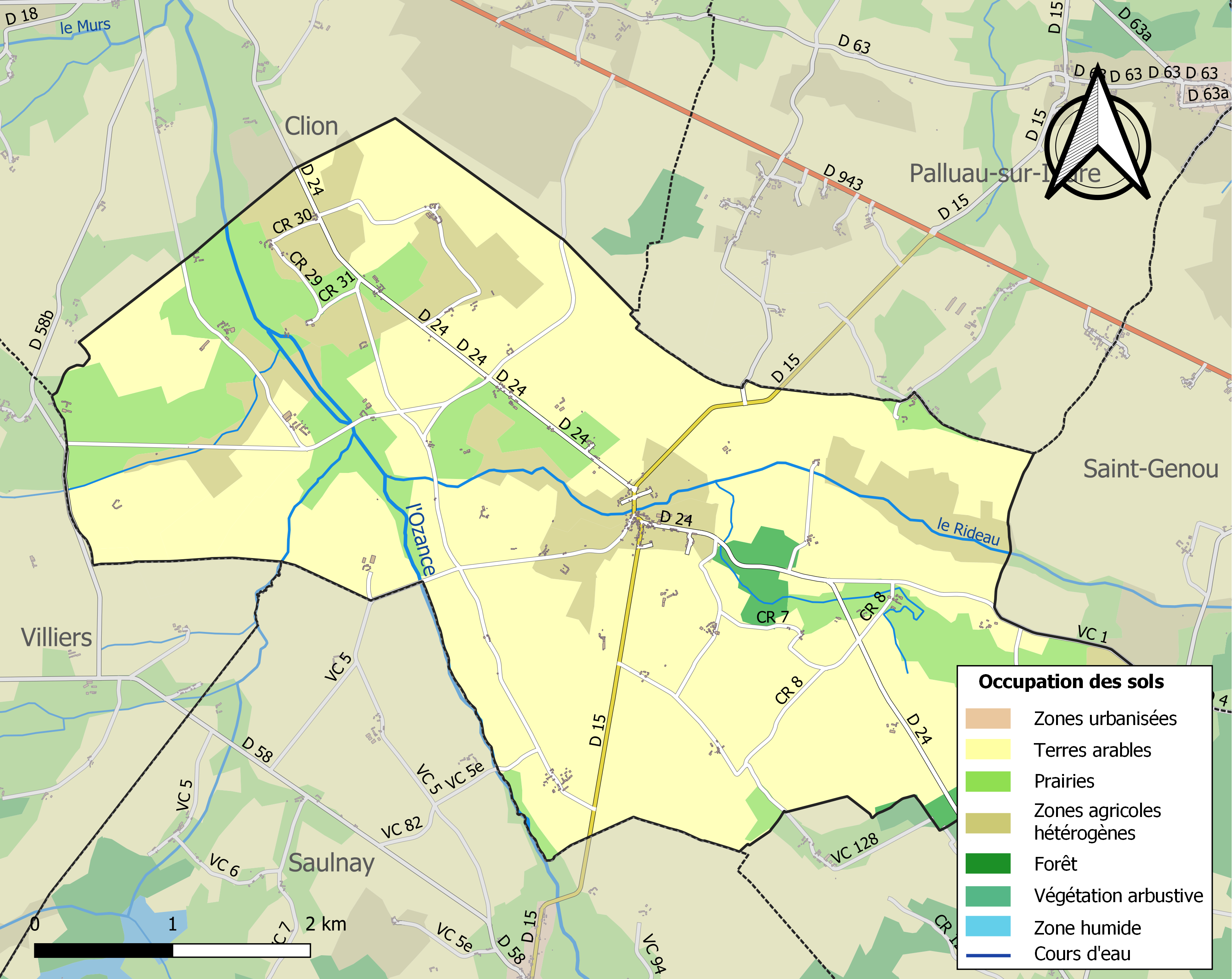
Kaart van de gemeente met de belangrijkste infrastructuur, bodemgebruik en omliggende gemeenten

## Demografie
Onderstaande figuur toont het verloop van het inwonertal (bron: INSEE-tellingen).